# Taurolema olivacea
Taurolema olivacea là một loài bọ cánh cứng trong họ Cerambycidae.